# إساءة معاملة الأخوة
تتضمن إساءة المعاملة من قِبل الأخوة الإيذاء الجسدي أو النفسي أو الجنسي لأحد الأخوة من قِبل آخر. الفئة الرابعة التي لفتت الانتباه من الباحثين خلال العقد الأول من القرن الحادي والعشرين هي التشهير بالإساءة العلائقية، والتي تنجم عن العدوان العلائقي.
يتشاجر جميع الإخوة والأخوات تقريبًا. يحدث الاعتداء عندما يرهب أحد الأخوة باستمرار أو يسيطر أو يتحكم في الآخر.
غالبًا ما تحدث إساءة معاملة الأخوة في المنازل المختلة وظيفيًا أو المهملة أو المسيئة عندما يفشل الآباء في تحديد الحدود أو تأديب الأطفال المسيئين. وجدت دراسة أجريت عام 1982 أن 60 في المائة من الأطفال الذين شهدوا الإيذاء بين والديهم تصرفوا بنفس الطريقة في وقت لاحق مع أشقائهم. كما أنهم أكثر عرضة للإساءة للآخرين عندما يكبرون.

## أنواع سوء معاملة الأخوة وانتشارها
وفقا للعديد من السلطات والباحثين، فإن إساءة معاملة الأخوة هي واحدة من أكثر أشكال سوء المعاملة شيوعًا،  ومع ذلك، فإن حدوثها يتم تجاهله إلى حد كبير من قبل المجتمع ككل والمحققين في عنف العلاقات الشخصية:

### الاعتداء الجسدي
الإساءة الجسدية للأخوة أكثر شيوعًا من البلطجة التي يمارسها الأقران وغيرها من أشكال الإساءة إلى الأسرة، مثل الإساءة الزوجية أو الأطفال. ويشمل، على سبيل المثال لا الحصر، الضرب والعض والصفع والطعن والدفع واللكم وحتى الدغدغة. من الصعب جدًا حساب معدلات الانتشار لأسباب مختلفة تقع داخل الأسرة أو في الأعراف والمعتقدات الثقافية. داخل الأسرة، يجد الكبار صعوبة في التعرف على الإساءة لأن المنافسة بين الأخوة والصراع شائعة جدًا. يُعتبر العدوان جانبًا إيجابيًا في علاقات الأخوة لأنه يساعد الأطفال على اكتساب المهارات لبناء علاقات خارج دائرة الأسرة. يفضل الأفراد الآخرون إنكار الموقف ومواصلة الحياة الأسرية كما لو أن المشكلة لم تكن موجودة. الضحية لا تشتكي بسبب الخوف من الانتقام من الجاني. من ناحية أخرى، تمنع الأعراف والمعتقدات الثقافية الأفراد من التعامل معها علنًا لأنهم لا يريدون أن يشير إليها المجتمع. يوجد لدى مقدمي رعاية الأطفال المحترفين تعاريف مختلفة كثيرًا للمصطلح وعدم وجود نظام لتتبع المعلومات الواسعة. يستمر الإيذاء الجسدي للأخوة من مرحلة الطفولة إلى مرحلة البلوغ، مع تباين معدلات الانتشار بين الدراسات وتناقص شدتها وتواترها مع نمو الضحية أو الجاني.
تشير العديد من الدراسات إلى أن الأخوات يتعرضن على الأرجح للإيذاء من الإخوة أكثر. ومع ذلك، يمكن للأخوات أيضًا إساءة معاملة الأخوة، وجد شوارتز وزملاؤه  أنه على الرغم من أن النساء أكثر عرضة لاستخدام العدوان الجسدي أثناء الخلافات، فإن الأهل أكثر عرضة لرؤية العدوان الذكري أكثر سلبية من العدوان الإناث، حتى عندما تكون الأفعال التعسفية متطابقة (على سبيل المثال، الأولاد يرمون الأشياء أثناء المشاجرة يُنظر إليه باعتباره تجاوزًا خطيرًا أكثر من قيام الفتيات بإلقاء أشياء أثناء المشاجرة). وبالمثل، أفاد تايري ومالون  أن عنف المرأة ككبار مرتبط بقوة أكبر بالعدوان على الأشقاء أثناء الطفولة.

### الاعتداء النفسي
تتضمن الإساءة النفسية منادات بالأسماء خير محببة، التقليل من شأن، إغاظة، الإهانة، التهديد بالضرر، وتدمير الممتلكات الشخصية.

### الاعتداء الجنسي
يشمل الاعتداء الجنسي على الأخوة الاختراق الجنسي واللمس والسلوكيات الأخرى ذات الدلالة الجنسية التي لا تتطلب بالضرورة اللمس. للتمييز بين الإيذاء الجنسي والفضول الجنسي أو ممارسة الألعاب البريئة، يجب أن يكون هناك إكراه وسرية وهيمنة على أحد الأخوة. يصعب أيضًا حساب معدلات الانتشار لعدة أسباب: لا يدرك الضحايا أنهم يعانون من سوء المعاملة إلى أن يبلغوا مرحلة النضج ولديهم فهم أفضل للدور الذي لعبوه خلال اللقاءات، فهم يخشون الإبلاغ، وليس هناك إجماع على تعريف للأخوة الجنسية. يكتب ريان  كيف أن «حماية الطفل قد ركزت على العلاقات بين البالغين والأطفال [الجنسيين]، ومع ذلك نعلم أن أكثر من 40 ٪ من جميع الاعتداءات الجنسية على الأطفال التي يرتكبها الأحداث يتم ارتكابها في علاقات الأخوة».

## منع إساءة معاملة الأخوة
حدد جوناثان كاسبي عدة طرق وقائية للأطفال والأسر والمربين والممارسين والباحثين والثقافة بشكل عام في شقيق العدوان: التقييم والعلاج (2012). بالنسبة للأطفال والأسر، يمكن استخدام تنمية المهارات المؤيدة للمجتمع لزيادة الكفاءات الاجتماعية-العاطفية بين الأشقاء  وتدريب الوالدين  يمكن استخدامها لمنع إساءة معاملة الأخوة والأخوات. للمعلمين والممارسين، يمكن أن تساعد معالجة العلاقات بين الأخوة والأخوات في المناهج الدراسية  في منع إساءة معاملة الأخوة والأخوات. بالنسبة للباحثين، فإن الاهتمام بعلاقات الأخوة  وتطوير برامج الوقاية بالتعاون مع الممارسين  هي طرق وقائية محتملة لإساءة معاملة الأخوة. بالنسبة للثقافة عمومًا، يقترح كاسبي عدم قبول العدوان الأخوي كالمعتاد،  حملات التوعية العامة والتثقيف،  وجعل عدوان الأخوة ظاهرًا.

## علاج سوء معاملة الأخوة
يوجز جون ف. كافارو أفضل الممارسات السريرية لعلاج سوء معاملة الأخوة في صدمات إساءة الأخوة: استراتيجيات التقييم والتدخل للأطفال والأسر والبالغين (2014). وهي تشمل «احتياطات إضافية لضمان سلامة الضحية، مثل الأقفال على الأبواب، وزيادة إشراف البالغين، وتعاون الوالدين، وأفراد الأسرة الممتدة، والمجتمع»، و «المعاملة الفردية للضحية والجاني، وغالبًا مع مختلف الأطباء الذين لديهم خبرة في مجال الصدمة النفسية لإساءة معاملة الأطفال»، و«عدم عقد اجتماع بين الأخوة أو العائلة مع الجاني حتى يتحمل هو أو هي المسؤولية الكاملة عن سوء المعاملة وإلى أن يقتنع المعالج بأن الأسرة يمكنها حماية الضحية من مزيد من سوء المعاملة».